# Кремен (Благоєвградська область)
Кремен — село у Болгарії. Розташоване у Благоєвградській області, підпорядковане громаді Банско. Населення — 131 особа.

## Політична ситуація
Кмет села — Димитар Петров Цуков.